# Saitis
Saitis este un gen de păianjeni din familia Salticidae.

## Specii[1]
- Saitis annae
- Saitis ariadneae
- Saitis auberti
- Saitis barbipes
- Saitis berlandi
- Saitis breviusculus
- Saitis catulus
- Saitis chaperi
- Saitis cupidon
- Saitis cyanipes
- Saitis graeca
- Saitis imitata
- Saitis insecta
- Saitis insulanus
- Saitis lacustris
- Saitis latifrons
- Saitis leighi
- Saitis magniceps
- Saitis magnus
- Saitis marcusi
- Saitis mundus
- Saitis perplexides
- Saitis relucens
- Saitis sapiens
- Saitis sengleti
- Saitis signatus
- Saitis speciosus
- Saitis spinosus
- Saitis splendidus
- Saitis taeniata
- Saitis taurica
- Saitis variegatus